# Televisión Mansudae
Televisión Mansudae (en coreano: 만수대 텔레비죤) es un canal de televisión de Corea del Norte. Inició transmisiones el 4 de diciembre de 1983, aunque algunas fuentes indican que el canal habría iniciado transmisiones a finales de 1973. El canal se enfoca en transmitir una programación enfocada hacia el entretenimiento, además de emitir de forma ocasional comerciales.
El canal transmite por tres horas los viernes y sábados (de 19:00 a 22:00), mientras que los domingos, transmite por seis horas (de 10:00 a 13:00 y de 16:00 a 22:00).

## Historia
En sus inicios, el canal únicamente transmitía en Pionyang y sus alrededores por razones políticas.
Entre junio y noviembre de 2015, el canal dejaría de transmitir por motivos desconocidos. Según una fuente surcoreana, este paso se dio por el gobierno norcoreano para restringir a los residentes de Pionyang, el acceso a contenido extranjero. Mientras tanto, Radio Free Asia, reportó que hubo un incidente en la que el canal, transmitió contenido no autorizado.
En 2018, Daily NK reportó que el gobierno norcoreano tenía planes de convertir las emisiones del canal, en un principio de pago por suscripción, sin embargo, el reporte indicó que no se sabe si ese proyecto se lleve a cabo, sea por televisión por cable tradicional o a través de Manbang. La razón por dicha decisión, era debido a la alta popularidad de películas y programas que pasaban en el canal.